# Fasmidie
Fasmidie, inaczej gruczoły przyogonowe, – umieszczone w tyle ciała silnie unerwione gruczoły wielokomórkowe, uchodzące na zewnątrz ciała wąskimi kanałami. Spełniają funkcję gruczołowo-czuciowych chemoreceptorów. Są charakterystyczne dla nicieni (Nematoda) z gromady Secernentea. Występowanie tych gruczołów jest cechą taksonomiczną (nie występują np. u Criconematina ani u Hexatylina.